# Scandix orientalis
Scandix orientalis är en flockblommig växtart som beskrevs av August Heinrich Rudolf Grisebach. Scandix orientalis ingår i släktet nålkörvlar, och familjen flockblommiga växter. Inga underarter finns listade i Catalogue of Life.